# Dichotomophthoropsis nymphaearum
Dichotomophthoropsis nymphaearum är en svampart som först beskrevs av F.V. Rand, och fick sitt nu gällande namn av M.B. Ellis 1971. Dichotomophthoropsis nymphaearum ingår i släktet Dichotomophthoropsis, divisionen sporsäcksvampar och riket svampar.   Inga underarter finns listade i Catalogue of Life.